# Принцип превентиве и перспективних линија
Принцип превентиве и перспективних линија је педагошки принцип који указује на потребу да се реагује превентивно и планира и организује рад. Ради се о томе да је мање пожељно санирати проблеме, већ превентивно деловати да до њих уопште не дође.

## Пожељне активности васпитача
У оквиру рада школе, неопходно је да се педагошко веће у сарадњи са руководством и стручним службама, али и заједница ученика благовремено упознају са својим улогама у васпитно-образовном раду. Ово подразумева и сталне консултације, при којима је посебно важно ставити акценат на оне аспекте у историји школске заједнице или у историји понашања ученика који су представљали проблем, али и на на оне који су перспективни за даљи рад школе. Ово начело има за циљ правилно усмеравање, односно каналисање поступака младих и евентуалне супституције њихових активности онима које су пожељне, односно у складу са циљевима васпитања. Зато ово начело намеће потребу психолошко-педагошког праћења ученика.